# Provinz (Band)/Diskografie
Diese Diskografie ist eine Übersicht über die musikalischen Werke der deutschen Indie-Pop-Band Provinz. Den Schallplattenauszeichnungen zufolge hat sie über 455.000 Tonträger verkauft. Ihre erfolgreichste Veröffentlichung ist das Lied Was uns high macht mit über 340.000 verkauften Einheiten.

## Alben

### Studioalben
| Jahr | Titel Musiklabel                          | Höchstplatzierung, Gesamtwochen, AuszeichnungChartplatzierungen (Jahr, Titel, Musiklabel, Platzierungen, Wochen, Auszeichnungen, Anmerkungen) | Höchstplatzierung, Gesamtwochen, AuszeichnungChartplatzierungen (Jahr, Titel, Musiklabel, Platzierungen, Wochen, Auszeichnungen, Anmerkungen) | Höchstplatzierung, Gesamtwochen, AuszeichnungChartplatzierungen (Jahr, Titel, Musiklabel, Platzierungen, Wochen, Auszeichnungen, Anmerkungen) | Anmerkungen                              |
| Jahr | Titel Musiklabel                          | DE | AT | CH | Anmerkungen                              |
| ---- | ----------------------------------------- | --- | --- | --- | ---------------------------------------- |
| 2020 | Wir bauten uns Amerika Warner Music (WMG) | DE4 (9 Wo.)DE | AT11 (1 Wo.)AT | CH16 (1 Wo.)CH | Erstveröffentlichung: 17. Juli 2020      |
| 2022 | Zorn & Liebe Warner Music (WMG)           | DE2 (10 Wo.)DE | AT9 (5 Wo.)AT | CH13 (5 Wo.)CH | Erstveröffentlichung: 16. September 2022 |
| 2025 | Pazifik Warner Music (WMG)                | DE1 (… Wo.)DE | AT2 (… Wo.)AT | CH6 (7 Wo.)CH | Erstveröffentlichung: 21. Februar 2025   |

### EPs
| Jahr | Titel Musiklabel                         | Höchstplatzierung, Gesamtwochen, AuszeichnungChartplatzierungen (Jahr, Titel, Musiklabel, Platzierungen, Wochen, Auszeichnungen, Anmerkungen) | Höchstplatzierung, Gesamtwochen, AuszeichnungChartplatzierungen (Jahr, Titel, Musiklabel, Platzierungen, Wochen, Auszeichnungen, Anmerkungen) | Höchstplatzierung, Gesamtwochen, AuszeichnungChartplatzierungen (Jahr, Titel, Musiklabel, Platzierungen, Wochen, Auszeichnungen, Anmerkungen) | Anmerkungen                         |
| Jahr | Titel Musiklabel                         | DE | AT | CH | Anmerkungen                         |
| ---- | ---------------------------------------- | --- | --- | --- | ----------------------------------- |
| 2019 | Reicht dir das Warner Music (WMG)        | — | — | — | Erstveröffentlichung: 3. Mai 2019   |
| 2021 | Zu spät um umzudrehen Warner Music (WMG) | DE14 (1 Wo.)DE | AT20 (1 Wo.)AT | — | Erstveröffentlichung: 11. Juni 2021 |

## Singles

### Als Leadmusiker
| Jahr | Titel Album                                       | Höchstplatzierung, Gesamtwochen, AuszeichnungChartplatzierungen (Jahr, Titel, Album, Platzierungen, Wochen, Auszeichnungen, Anmerkungen) | Höchstplatzierung, Gesamtwochen, AuszeichnungChartplatzierungen (Jahr, Titel, Album, Platzierungen, Wochen, Auszeichnungen, Anmerkungen) | Höchstplatzierung, Gesamtwochen, AuszeichnungChartplatzierungen (Jahr, Titel, Album, Platzierungen, Wochen, Auszeichnungen, Anmerkungen) | Anmerkungen                                                                    |
| Jahr | Titel Album                                       | DE | AT | CH | Anmerkungen                                                                    |
| --- | ------------------------------------------------- | --- | --- | --- | ------------------------------------------------------------------------------ |
| 2019 | Neonlicht Reicht dir das EP                       | — | — | — | Erstveröffentlichung: 8. März 2019                                             |
| 2019 | Reicht dir das Reicht dir das EP                  | — | — | — | Erstveröffentlichung: 5. April 2019                                            |
| 2019 | Augen sind rot Wir bauten uns Amerika             | — | — | — | Erstveröffentlichung: 25. Oktober 2019                                         |
| 2019 | Wenn die Party vorbei ist Wir bauten uns Amerika  | — | AT— GoldAT | CH— GoldCH | Erstveröffentlichung: 13. Dezember 2019 Verkäufe: + 25.000                     |
| 2020 | Verlier Dich / Nur Freunde Wir bauten uns Amerika | — | — | — | Erstveröffentlichung: 6. März 2020                                             |
| 2020 | Diego Maradona Wir bauten uns Amerika             | — | — | — | Erstveröffentlichung: 17. April 2020                                           |
| 2021 | Hymne gegen euch Zu spät um umzudrehen            | DE— aDE | — | — | Erstveröffentlichung: 12. Februar 2021                                         |
| 2021 | Großstadt Zu spät um umzudrehen                   | DE— bDE | — | — | Erstveröffentlichung: 26. März 2021                                            |
| 2021 | Liebe zu dritt –                                  | DE77 (1 Wo.)DE | AT— GoldAT | CH— GoldCH | Erstveröffentlichung: 13. August 2021 Verkäufe: + 25.000; mit Jeremias & Majan |
| 2021 | Zorn & Liebe                                      | DE55 (1 Wo.)DE | AT— GoldAT | CH— GoldCH | Erstveröffentlichung: 11. Februar 2022 Verkäufe: + 25.000; feat. Nina Chuba    |
| 2022 | Tinnitus –                                        | — | — | — | Erstveröffentlichung: 1. April 2022                                            |
| 2022 | Verrate deine Freunde Zorn & Liebe                | DE— cDE | — | — | Erstveröffentlichung: 8. April 2022                                            |
| 2022 | Spring Zorn & Liebe                               | — | — | — | Erstveröffentlichung: 13. Mai 2022                                             |
| 2022 | 17 für immer Zorn & Liebe                         | — | — | — | Erstveröffentlichung: 17. Juni 2022                                            |
| 2022 | Zwei Menschen Zorn & Liebe                        | DE— dDE | — | — | Erstveröffentlichung: 29. Juli 2022                                            |
| 2022 | Unsere Bank Zorn & Liebe                          | DE— eDE | — | — | Erstveröffentlichung: 2. September 2022 feat. Danger Dan                       |
| 2023 | Blaue Stunde –                                    | DE— fDE | — | — | Erstveröffentlichung: 7. Juli 2023                                             |
| 2023 | James Blake –                                     | DE76 (1 Wo.)DE | — | — | Erstveröffentlichung: 24. November 2023 mit Ennio                              |
| 2024 | Glaubst Du –                                      | DE88 (1 Wo.)DE | — | — | Erstveröffentlichung: 3. Mai 2024                                              |
| 2024 | Pazifik                                           | DE61 (2 Wo.)DE | — | — | Erstveröffentlichung: 20. September 2024                                       |
| 2024 | Draußen ist Krieg Pazifik                         | DE72 (1 Wo.)DE | — | — | Erstveröffentlichung: 25. Oktober 2024 feat. Soho Bani                         |
| 2024 | Walzer Pazifik                                    | DE38 (… Wo.)DE | AT59 (1 Wo.)AT | — | Erstveröffentlichung: 4. Dezember 2024                                         |
| 2025 | Sommer macht melancholisch Pazifik                | DE93 (1 Wo.)DE | — | — | Erstveröffentlichung: 7. Februar 2025                                          |
| Folgende Lieder erschienen nicht als Single, wurden aber durch das Album zum Download und Streaming bereitgestellt und konnten somit eine Platzierung erlangen: |                                                   | | | |                                                                                |
| |                                                   | | | |                                                                                |
| 2022 | Diese Nacht Zorn & Liebe                          | DE— gDE | — | — | Charteinstieg: 23. September 2022                                              |

### Als Gastmusiker
| Jahr | Titel Album                                            | Höchstplatzierung, Gesamtwochen, AuszeichnungChartplatzierungen (Jahr, Titel, Album, Platzierungen, Wochen, Auszeichnungen, Anmerkungen) | Höchstplatzierung, Gesamtwochen, AuszeichnungChartplatzierungen (Jahr, Titel, Album, Platzierungen, Wochen, Auszeichnungen, Anmerkungen) | Höchstplatzierung, Gesamtwochen, AuszeichnungChartplatzierungen (Jahr, Titel, Album, Platzierungen, Wochen, Auszeichnungen, Anmerkungen) | Anmerkungen                                                                         |
| Jahr | Titel Album                                            | DE | AT | CH | Anmerkungen                                                                         |
| ---- | ------------------------------------------------------ | --- | --- | --- | ----------------------------------------------------------------------------------- |
| 2023 | Ich glaub ich will heut nicht mehr gehen Glas          | DE13 (7 Wo.)DE | AT16 Gold · (3 Wo.)AT | CH28 (3 Wo.)CH | Erstveröffentlichung: 23. Februar 2023 Verkäufe: + 15.000; Nina Chuba feat. Provinz |
| 2023 | Mein Leben ist monoton Olympia (Ehrenrunde Deluxe)     | — | — | — | Erstveröffentlichung: 1. September 2023 Betterov feat. Provinz                      |
| 2024 | Lass es Rosen für mich regnen (Live) Live in Bielefeld | — | — | — | Erstveröffentlichung: 17. Oktober 2024 Casper feat. Lena & Provinz                  |

## Musikvideos
| Jahr | Titel                                    | Regie                         |
| ---- | ---------------------------------------- | ----------------------------- |
| 2019 | Neonlicht                                | Urs Mader                     |
| 2019 | Reicht dir das                           | Urs Mader                     |
| 2019 | Augen sind rot                           | Takeaseat                     |
| 2019 | Wenn die Party vorbei ist                | Takeaseat                     |
| 2020 | Verlier Dich                             |                               |
| 2020 | Nur Freunde                              |                               |
| 2020 | Diego Maradona                           |                               |
| 2021 | Hymne gegen euch                         | Sonder                        |
| 2021 | Großstadt                                | Urs Mader                     |
| 2021 | Liebe zu dritt                           | Marc Carles                   |
| 2022 | Zorn & Liebe                             | Nikko Hunt                    |
| 2022 | Tinnitus                                 | Mike Kipper                   |
| 2022 | Verrate deine Freunde                    | Gunnar Weber                  |
| 2022 | Spring                                   | Gunnar Weber                  |
| 2022 | 17 für immer                             | Gunnar Weber                  |
| 2022 | Zwei Menschen                            | Gunnar Weber                  |
| 2023 | Ich glaub ich will heut nicht mehr gehen | Jakub Rzucidlo                |
| 2023 | Blaue Stunde                             | Vivien Bauernschmidt          |
| 2024 | Glaubst Du                               | Rufus Engelhard, Tabea Kästle |
| 2024 | Pazifik                                  | Shana Purnama                 |
| 2024 | Draußen ist Krieg                        | Shana Purnama                 |
| 2024 | Walzer                                   | Mette Nordvig                 |
| 2025 | Sommer macht melancholisch               | Laura Vifer                   |

## Sonderveröffentlichungen
| Jahr | Titel Musiklabel                                                 | Anmerkungen                                                         |
| ---- | ---------------------------------------------------------------- | ------------------------------------------------------------------- |
| 2022 | Lass es Rosen für mich regnen Alles war schön und nichts tat weh | Erstveröffentlichung: 25. Februar 2022 Casper feat. Lena & Provinz  |
| 2023 | Ich glaub ich will heut nicht mehr gehen Glas                    | Erstveröffentlichung: 24. Februar 2023 Nina Chuba feat. Provinz     |
| 2023 | Mein Leben ist monoton Olympia (Ehrenrunde Deluxe)               | Erstveröffentlichung: 13. Oktober 2023 Betterov feat. Provinz       |
| 2024 | Lass es Rosen für mich regnen (Live) Live in Bielefeld           | Erstveröffentlichung: 13. Dezember 2024 Casper feat. Lena & Provinz |

## Statistik

### Chartauswertung
|                     | DE    | AT    | CH    |
| ------------------- | ----- | ----- | ----- |
| Nummer-eins-Alben   | DE1DE | AT—AT | CH—CH |
| Top-10-Alben        | DE3DE | AT2AT | CH1CH |
| Alben in den Charts | DE4DE | AT4AT | CH3CH |

|                       | DE    | AT    | CH    |
| --------------------- | ----- | ----- | ----- |
| Nummer-eins-Singles   | DE—DE | AT—AT | CH—CH |
| Top-10-Singles        | DE—DE | AT—AT | CH—CH |
| Singles in den Charts | DE9DE | AT2AT | CH1CH |

### Auszeichnungen für Musikverkäufe
| Goldene Schallplatte - Deutschland - 2025: für das Lied Was uns high macht - Österreich - 2024: für das Lied Tanz für mich - Schweiz - 2024: für das Lied Was uns high macht - 2024: für das Lied Tanz für mich | Platin-Schallplatte - Österreich - 2024: für das Lied Was uns high macht |

| Land/RegionAuszeichnungen für Musikverkäufe (Land/Region, Auszeichnungen, Verkäufe, Quellen) | Gold       | Platin  | Verkäufe | Quellen           |
| -------------------------------------------------------------------------------------------- | ---------- | ------- | -------- | ----------------- |
| Deutschland (BVMI)                                                                           | Gold1      | —       | 300.000  | musikindustrie.de |
| Österreich (IFPI)                                                                            | 5× Gold5   | Platin1 | 105.000  | ifpi.at           |
| Schweiz (IFPI)                                                                               | 5× Gold5   | —       | 50.000   | hitparade.ch      |
| Insgesamt                                                                                    | 11× Gold11 | Platin1 |          |                   |